# Varnolmal (stato)
Lo Stato di Varnolmal (detto anche Stato di Varnol Mal) fu uno stato principesco del subcontinente indiano, avente per capitale la città di Varnol Mal.

## Storia
Lo stato di Varnolmal era uno stato parte dei Pandu Mehwas, sotto l'Agenzia di Rewa Kantha. Esso venne retto da capi Rajput del vicino stato dello Stato di Baria e comprendeva due villaggi. Su una superficie di 7,76 km2, aveva una popolazione di 426 abitanti (nel 1901) e produceva una rendita annua di 1094 rupie (in gran parte dalla terra agricola), di cui 65 venivano pagate allo Stato di Baroda di cui Vakhtapur era tributario.